# Municipio de Liberty (condado de Dallas)
El municipio de Liberty (en inglés: Liberty Township) es un municipio ubicado en el condado de Dallas en el estado estadounidense de Arkansas. En el año 2010 tenía una población de 32 habitantes y una densidad poblacional de 0,35 personas por km².

## Geografía
El municipio de Liberty se encuentra ubicado en las coordenadas 33°55′48″N 92°31′46″O / 33.93000, -92.52944. Según la Oficina del Censo de los Estados Unidos, el municipio tiene una superficie total de 91.76 km², de la cual 91,76 km² corresponden a tierra firme y (0 %) 0 km² es agua.

## Demografía
Según el censo de 2010, había 32 personas residiendo en el municipio de Liberty. La densidad de población era de 0,35 hab./km². De los 32 habitantes, el municipio de Liberty estaba compuesto por el 87,5 % blancos, el 6,25 % eran afroamericanos, el 6,25 % eran de otras razas. Del total de la población el 0 % eran hispanos o latinos de cualquier raza.